# Arthur Borren
Arthur Thurman Borren (Eindhoven, 5 juni 1949) is een voormalig hockeyer uit Nieuw-Zeeland. 
Borren werd geboren in het Noord-Brabantse Eindhoven, en emigreerde met zijn familie naar Nieuw-Zeeland. Met de Nieuw-Zeelandse ploeg nam Borren tweemaal deel aan de Olympische Spelen en behaalde tijdens de editie van 1976 de gouden medaille.

## Erelijst
- 1972 – 9e Olympische Spelen in München
- 1976 –  Olympische Spelen in Montreal